# 突弦変異
『突弦変異』（とつげんへんい）は、平沢進の3枚目となるリメイク・アルバムである。2010年6月23日に平沢進の自主レーベルであるテスラカイトより発売された。平沢のリメイク・アルバムとしては『SWITCHED ON LOTUS』より6年振りのアルバムとなった。

## 解説
2009年、平沢進のソロ活動と平沢がかつて率いていたテクノポップ・バンドP-MODELがそれぞれ20周年・30周年を迎えた。それを記念して平沢は『凝集する過去 還弦主義8760時間』というプロジェクトを開始。このプロジェクトは、インターネット投票によって選ばれたP-MODELと平沢ソロの楽曲を「弦楽器を主体とする、より精妙なアレンジの手法」によってリメイクし、その楽曲群を2枚のCDとしてリリースする1年に及ぶ取り組みである。プロジェクトの開始に際し、「還弦主義8760時間」の特設サイトおよび公式Twitterアカウントが開設された。
特設サイトでは、リメイク楽曲の進捗状況が随時更新され、過去のライブ音源やフライヤーの視聴・閲覧も可能となっていた。また、当時のスタッフやリスナーによる回顧録も掲載された。また、「8760時間」のスケジュールには、2枚のアルバムのリリースに加え、翌年には「豪華アイテムになる予定の音源（内容未定）」のリリースも盛り込まれていた。
当初、本作および次作に関連するライブの開催予定はなかったが、平沢のTwitterフォロワーが3万人を突破したことを受け、翌年にライブの開催が発表された。本ライブをもってプロジェクトのフィナーレとし、この影響でプロジェクトの期間は当初の「8760時間」を超えて延長された。
本プロジェクトで制作されたアルバム『突弦変異』にはP-MODELの楽曲のリメイクが収録され、対する『変弦自在』には平沢ソロ楽曲のリメイクが収められている。なお、「Solid Air」は田中靖美、「ASHURA CLOCK」は福間創との共作であるが、本作ではいずれも全作詞作曲を平沢進とクレジットしている。
選曲はインターネット投票によって行われたが、投票結果はあくまで参考として扱われ、最終的な選曲は平沢自身の判断により決定された。平沢はその基準について、「当然のことながら、弦の重厚なサウンドが似合う仕上がりになる可能性があるもの」「歌詞がラフで、かつシリアスな内容のものは弦アレンジにすると滑稽になり得るため除外する」「ただし、あえて滑稽さを狙う場合もある」「リメイクされたものはリリースされるため、現在そうするにふさわしいものを選びたい」と述べている。
また、事前に収録曲は10曲と告知されており、「Potpourri」「舟」「SCUBA」およびアルバム未収録曲からは選曲されなかった。
なお、アルバム発売に先立って行われたライブ『PHONON2553』では、本作より「Solid Air」「Another Day」「GOES ON GHOST」「LEAK」の4曲が披露された。

## 収録曲
1. アート・ブラインド - Art Blind
IN A MODEL ROOMに収録されていた曲のセルフカバー。
ヴォコーダーの部分はVOCALOIDの声を加工したもの[15]。「聖馬蹄形惑星の大詐欺師」（点呼する惑星収録）のサビが使用されている。
前述の通り最初の投票となるこのアルバムでは「美術館で会った人だろ」や「MOMO色トリック」に投票が集中したが、平沢は「どう考えても滑稽な仕上がりになる」と判断し、上記の裁定基準を語った。最終的に「曲に込められた意味が現在リメイクをやるに相応しい動機を導く」「アルバム中、インストゥルメンタル的なものがあっても良い」「まずは簡単そうである」といった理由からこの曲に決定した[16]。
ライブ「東京異次弦空洞」ではサイレントチェロが使用された。
2022年のライブ「ZCON」にて、「東京異次弦空洞」以来10年ぶりに演奏された。
2. ミサイル - Missile
LANDSALEに収録されていた曲のセルフカバー。平沢の思惑としては「オハヨウ」か「ダイジョブ」をリメイクしたかったとしている[17][18]。
キーが原曲より高い。イントロにタイ語でミサイル発射命令のナレーションが入る[19]。後半の歌詞、構成が若干変更されている。
3. Solid air
Perspectiveに収録されていた曲のセルフカバー。
無料配信曲。歌詞が若干変更されている。P-MODEL時代は長らくアップテンポで演奏され、3番が削られていたが、本作では原曲に近いテンポで、曲構成が若干異なるが3番の歌詞も歌われている。
4. CHEVRON
big bodyに収録されていた曲のセルフカバー。後半の構成が若干異なる。
5. LEAK
KARKADORに収録されていた曲のセルフカバー。
サビの言葉は「私はあなたのLeakです」という意味のタイ語（ผมคือ Leak ของคุณ）[20]。原曲の「I'm your」に対応している。
6. GOES ON GHOST
ANOTHER GAMEに収録されていた曲のセルフカバー。
間奏に「広場で」（AURORA収録）のメロディが使用されている。
7. WIRE SELF
P-MODELに収録されていた曲のセルフカバー。
原曲のAMIGAのSayコマンドによる英語のナレーションに被せて、VOCALOIDによる日本語のナレーションが入る。
8. DUSToidよ歩行は快適か？ - DUSToid
音楽産業廃棄物〜P-MODEL OR DIEに収録されていた曲のセルフカバー。
イントロの掛け声が削られ、中盤のキーが上げられている。
9. ASHURA CLOCK
電子悲劇/〜ENOLAに収録されていた曲のセルフカバー。
2010年に行われた「PHONON2553」の出拍子がイントロに使用されており、Solid airを逆再生したボイスもそのまま使用されている。
原曲よりキーが1音低くテンポも遅い。平沢はこれについて「声質をヨタモノに接近させるため」と話している[21]。
2022年3月に行われた「ZCON」にてアレンジが加えられて演奏された。
10. Another Day
ONE PATTERNに収録されていた曲のセルフカバー。
間奏のナレーションが一新されている。

## 参加ミュージシャン
- 平沢進 - ボーカル、シンセサイザー
- Joh - ナレーション（「ミサイル」）[22]